# Thomas Wright (archéologue)
Pour les articles homonymes, voir Thomas Wright et Wright.
Thomas Wright, né le 23 avril 1810 près de Ludlow et mort le 23 décembre 1877 à Londres, est un antiquaire et écrivain anglais.

## Publications
- Histoire de la caricature et du grotesque dans la littérature et dans l'art, Londres, 1864 & Paris (traduction d'Octave Sachot), 1866 (→ lire la 2e édition française sur Gallica)